# Guillaume Briçonnet (Bischof)

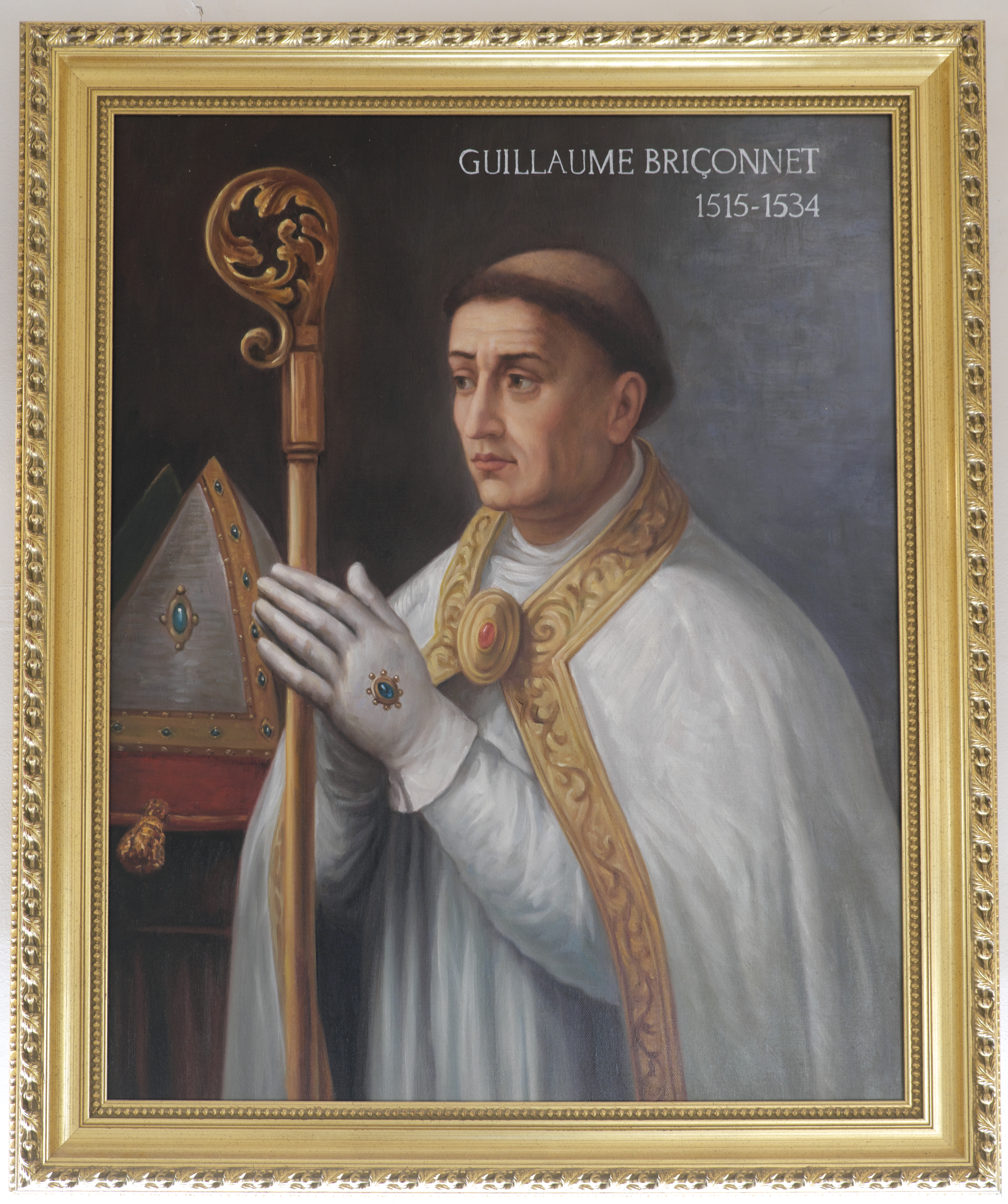
Guillaume Briçonnet, Ölgemälde im Musée Bossuet in Meaux

Guillaume Briçonnet (* um 1470 in Paris; † 24. Januar 1534 in Aimans (heute: Esmans) bei Montereau-Fault-Yonne im damaligen Burgund) war ein reformatorisch gesinnter französischer Bischof. Guillaume Briçonnet war der Sohn des gleichnamigen Kardinals.

## Leben
Briçonnet war ein 1470 oder 1472 geborener Sohn des königlichen Beraters Guillaume Briçonnet (1445–1514), der nach dem Tod seiner Frau Bischof von Saint-Malo, Erzbischof von Reims und Narbonne und auch Kardinal wurde. Der junge Briçonnet wurde bereits 1489 Bischof von Lodève, 1507 Abt der Abtei Saint-Germain-des-Prés und 1516 Bischof von Meaux. Er nahm 1511 am Konzil von Pisa teil und wurde 1516 von Franz I. nach Rom geschickt, um die Umsetzung des Konkordats von Bologna zu verhandeln. Dort lernte er auch reformorientierte Kräfte wie den Bischof von Verona, Gian Matteo Giberti, kennen.
Als Bischof von Meaux übernahm er ab 1518 Gedanken der Humanisten Erasmus von Rotterdam und Jacques Lefèvre d’Étaples. Unter dem Schutz der evangelisch gesinnten Margarete von Navarra führte er in seiner Diözese kirchliche Reformen ein und berief Lefèvre 1521 zum Generalvikar. Dieser brachte eine Gruppe von Freunden und Schülern nach Meaux mit, unter denen sich auch Guillaume Farel, Gérard Roussel, Jodocus Clichtove, François Vatable und Martial Mazurier befanden. Sie förderten das Lesen und Studieren der Bibel, insbesondere der neutestamentlichen Briefe von Paulus. Nachdem Lefèvres Bibelübersetzung 1525 verurteilt und verbrannt worden war, und Briçonnet der Häresie angeklagt wurde, unterwarf er sich erneut der katholischen Kirche und dem Staat; und der Zirkel um Lefèvre löste sich auf.